# یان ونگور آف هیسلینک
یان ونگور آف هیسلینک (هلندی: Jan Vennegoor of Hesselink؛ زادهٔ ۷ نوامبر ۱۹۷۸) یک بازیکن فوتبال اهل هلند است.

## تیم ملی
وی همچنین در تیم ملی فوتبال هلند بازی کرده است.